# Janel Jorgensen
Pour les articles homonymes, voir Janelle.
Janel Jorgensen, née le 18 mai 1971, est une nageuse américaine.

## Biographie
Aux Jeux olympiques d'été de 1988 à Séoul, Janel Jorgensen remporte la médaille d'argent à l'issue de la finale du relais 4 × 100 m 4 nages en compagnie de Mary Wayte, Beth Barr et Tracey McFarlane.